# Ратушный, Юрий Григорьевич
Юрий Григорьевич Ратушный (26 августа 1935 — 27 августа 1996) — советский казахский архитектор, заслуженный архитектор Казахской ССР (1978).

## Биография
Родился 26 августа 1935 года в Алма-Ате. Отец — сотрудник Госплана республики, мать — домохозяйка. Предки — донские казаки, приехали в Верный вместе с потоком переселенцев. Окончил среднюю школу в 1953 году. Проучился три курса на гидротехническом факультете Казахского сельскохозяйственного института Алма-Аты, но затем  перешёл на архитектурный факультет Новосибирского инженерно-строительного института, который окончил в 1962 году. Устроился в том же году в Государственный головной проектный институт «Казгорстройпроект» (ныне Проектная академия KAZGOR), где работал всю свою жизнь.
В составе коллектива архитекторов Юрий Григорьевич участвовал в разработке генеральных планов больших городов (в том числе Алматы) и посёлков для целинников, металлургов, газовиков и нефтяников. Автор ярда работ в области градостроительства и индивидуальном проектировании крупных объектов (в том числе социально-культурного значения). Автор проектов Дворца Республики (1970, Н. И. Рипинский, В. Ю. Алле, В. Н. Ким, Л. Л. Ухоботов), гостиницы «Казахстан» (1978, совместно с Л. Л. Ухоботовым), здание Дома политпросвещения (1981, совместно с Т. Ералиевым), Государственного центрального исторического музея (1985, совместно с З. Мустафиной), Окружного дома офицеров, санатория «Ала-Тау», гостиницы «Интурист» и т.д. Неоднократный участник разных архитектурных конкурсов (в том числе и член жюри некоторых конкурсов). В 1988—1989 годах участвовал в открытом конкурсе на эскизный проект храма в честь 1000-летия крещения Руси. Всего на конкурсе было представлено 420 проектов. Во второй тур прошли четыре варианта, в том числе Ратушного.
С 1980 года — главный архитектор института после отъезда в Москву Л. Л. Ухоботова; кандидатуру Ратушного предложил его давний коллега лауреат Государственной премии СССР А. Ш. Татыгулов. Считается одним из основателей казахской архитектурной школы наряду с Толеу Басеновым, Николаем Рипинским, Малбагаром Мендикуловичем. Развивая сложившиеся в 1970-е годы принципы современной архитектурной школы, Ратушный внедрял новые архитектурные формы, что позволило ему создать ряд объектов, ставших визитными карточками Казахстана. В частности, на начальном этапе отделки гостиницы «Казахстан» Ратушный сам обучил бригаду отделке интерьера по так называемой «сочинской» штукатурке.
Супруга — Лариса Николаевна. Дочь — Вероника. Скончался в Алма-Ате 27 августа 1996 года, на следующий день после своего 61-летия. Лариса Николаевна стала автором его надгробного памятника На стене дома, где жил Юрий Григорьевич, установлена памятная доска, одна из улиц Алма-Аты ныне носит его имя. В 1999 году материалы были переданы в Архив Алматы, из которых был сформирован фонд личного происхождения Юрия Григорьевича.

## Награды
- Лауреат Государственной премии СССР (1971)[1]
- Лауреат Государственной премии Казахской ССР[каз.] (1980)[4]
- Заслуженный архитектор Казахской ССР (1978)[1]
- Медаль «Ветеран труда»[4]
- Знак «Ударник одиннадцатой пятилетки» (5 апреля 1984)[4]
- Почётные грамоты Верховного Совета Казахской ССР и разные знаки отличия[3]
- Член Международной академии архитектуры стран Востока (1993)[3]